# Æon Flux (animatieserie)
Æon Flux is een Amerikaanse animatieserie, bedacht door Peter Chung voor de muziekzender MTV. De serie speelt in een bizarre dystopische toekomst en toont een kat- en muisspel tussen een dictator en de moordenares die hem probeert te doden. De verhalen zijn expres moeilijk te interpreteren en kennen de nodige seksuele verwijzingen. De stijl is een combinatie van vele invloeden, o.a. cyberpunk, psychologisch drama, psychedelische beelden en veel symboliek. De serie werd bedacht als onderdeel van Liquid Television, waarmee MTV zich in de jaren negentig een nieuw imago wilde aanmeten.
De serie begon met een pilot die uit zes korte afleveringen bestond van elk twee minuten. Deze werden vanaf 1991 in de Verenigde staten uitgezonden en vele malen herhaald. In deze korte afleveringen werd nauwelijks gesproken. Later zouden nog twee seizoenen volgen met langere afleveringen en pas hierin kreeg het verhaal meer vorm. Een van de kenmerken is dat je als kijker niet goed kunt begrijpen wat er nou eigenlijk gebeurt. De serie is opzettelijk provocatief.
In 2005 werd een speelfilm met dezelfde titel uitgebracht, met een sterk aangepast verhaal en toegankelijker voor een breder publiek. De film kreeg kritiek, o.a. van de oorspronkelijke bedenkers, omdat deze geen recht deed aan de complexiteit van de animatieserie.

## Verhaal
Het verhaal speelt zich af in het jaar 3012. De mensheid is grotendeels weggevaagd en de planeet is min of meer onleefbaar geworden, mogelijk door een kernoorlog. De mensheid heeft zich teruggetrokken in twee elkaar vijandig gezinde steden Monica en Bregna. Deze steden worden gescheiden door een zwaar bewaakte muur die versterkt is met boobytraps. In een ver verleden waren beide steden nog verenigd onder de naam Berognica. Bregna is een Orwelliaanse politiestaat met een bevolking die gebukt gaat onder constante bewaking en voorschriften voor bijna alles. Monica daarentegen is een anarchistische en individualistische stad. Beide steden zijn verwikkeld in een eindeloze ideologische oorlog. In deze dystopische wereld leven mensen maar ook robots, klonen, mutanten en buitenaardse wezens.
Æon Flux is een zeer acrobatische en in schaars leer geklede spionne en huurmoordenares die vanuit Monica probeert te infiltreren. Ze saboteert, spioneert en doet pogingen om haar tegenspeler, de bestuurder Trevor Goodchild van Bregna te doden. In het begin moet Trevor de macht over Bregna nog delen met president Clavius maar na verloop van tijd wordt hij de absolute heerser. Æon en Trevor zijn niet alleen vijanden, ze zijn ook geliefden die elkaar aanvallen, liefhebben, vervolgens weer afstoten en jaloers zijn. Trevor probeert Æon in zijn macht te krijgen terwijl zij droomt van een relatie met hem. In de serie wordt gesuggereerd dat ze een BDSM-relatie hebben.
Æon en Trevor zijn om meerdere redenen elkaars tegenpolen maar zelf hebben ze ook hun innerlijke tegenstrijdigheden. Trevor doet alles om volledige controle over de stad Bregna te krijgen en uiteindelijk Monica. Zo gebruikt hij extreme massasurveillance en doet regelmatig biologische experimenten op mensen. Hij is zowel uit op macht maar wil zijn bevolking ook beschermen en zelfs (op zijne eigen vreemde manier) gelukkig maken. Æon voert haar strijd op haar eigen eigenzinnige manier en laat zich regelmatig leiden door haar impulsiviteit om opeens van haar missie af te wijken. Ze faalt doorlopend en sterft regelmatig door haar eigen onhandigheid, roekeloosheid of domme pech. Voor beide karakters kan gesteld worden dat ze zowel goede als immorele kanten hebben en beide egoïstisch ingesteld zijn. Ze schuwen het geweld niet, ook niet als het onnodig of extreem is. Ze worstelen beiden met morele dilemma's.

## Ontwikkeling
De serie werd bedacht door Peter Chung, die al vaker tekenfilms had gemaakt maar dan voor kinderen. In de tijd dat hij bezig was met Rugrats kwam het idee voor een experimentele tekenfilm voor volwassenen. Hierin wilde hij zonder beperkingen zijn gang gaan en een provocatieve tekenfilm neerzetten. Chung wilde breken met het idee dat actiehelden altijd moreel goed zijn en een hoofdrolspeler neerzetten waarbij de kijker zich doorlopend afvraagt of deze goed of slecht of amoreel is. De naam Æon Flux was oorspronkelijk alleen voor de serie bedoeld maar uiteindelijk kreeg ook de hoofdpersoon deze naam.
Het idee werd aan MTV verkocht op basis van slecht één tekening waarna het team aan het werk kon. In de eerste pilot, die uit zes afleveringen van elk twee minuten bestond werd op twee woorden na (No en Plop) niet verstaanbaar gesproken. Hiermee wilde hij de kijker laten meeleven zonder dat de karakters uitleg geven. De kijker wordt doorlopend aan het twijfelen gebracht over de omgeving, het verhaal (wat er in godsnaam aan de hand is) en de hoofdpersonen. Elke aflevering toont een andere kijk op een bloederig conflict. In de afleveringen zijn veel details te zien waardoor ze bruikbaar waren om vaak te herhalen. Aan het eind van de laatste aflevering sterft ze.
Een tweede seizoen kwam in 1992 op televisie en bestond uit vijf afleveringen van elk vijf minuten. Aan het eind van elke aflevering sterft ze op een gewelddadige en oneervolle manier. In 1995 volgde seizoen drie met 10 afleveringen van elk een half uur. Pas in het derde seizoen werd er gesproken. Dit betekende ook dat het verhaal meer vorm moest krijgen en de karakters meer uitgewerkt. In het derde seizoen sterft ze alleen in de aflevering A Last Time for Everything en wordt ze vervangen door een kloon. In de aflevering Ether Drift Theory wordt ze geconserveerd in een vloeistof maar blijft ze wel in leven.

## Stijl
De serie heeft ingrediënten van cyberpunk, spionage, biologische sciencefiction en maatschappelijke sciencefiction. Chung liet zich inspireren door de schilderijen van Egon Schiele, de Duitse expressionistische films uit het begin van de twintigste eeuw en de strips van Jean Giraud en Hergé. In de serie wordt geweld gecombineerd met seksualiteit en dominantie. Ook worden verschillende fetisjismes getoond. Chung wilde hiermee iets op televisie tonen waar het publiek zelf niet snel voor zou kiezen. Er komen regelmatig vreemde gedachte-experimenten aan bod. Ook biologische experimenten komen voorbij en er worden ethische dilemma's aangekaart. Een mooi voorbeeld is de custodian, een apparaat dat bij een crimineel ingebracht wordt, de besturing van het lichaam overneemt zodat deze voortaan een eerzaam burger is. Uiteraard wil Trevor deze ook inzetten om Æon Flux te onderwerpen. Veel zaken zijn met een knipoog. Zo worden er regelmatig apparaten gebruikt die nergens op slaan.

## Afleveringen

### Seizoen 1
In de periode 1991 verschenen zes korte afleveringen van slechts een paar minuten. In de laatste aflevering sterft Æon Flux. Op de woorden No en Plop na wordt er geen woord gesproken. Deze afleveringen werden later samengevoegd onder de naam Pilot.

### Seizoen 2
In 1992 verschenen nog eens zes afleveringen van elk enkele minuten:
- Gravity
- Night
- Mirror
- Leisure
- Tide
- War

### Seizoen 3
In 1995 verschenen 10 afleveringen van elk een half uur:
- Utopia or Deutoronopia
- Isthmus Crypticus
- Thanatophobia
- A Last Time For Everything
- The Demiurge
- Reraizure
- Chronophasia
- Ether Drift Theory
- The Purge
- End Sinister

## Film
In 2005 werd de speelfilm Æon Flux uitgebracht. Peter Chung was hier zeer kritisch over omdat de film volgens hem geen recht deed aan de complexe karakters uit zijn tekenfilms. Ook het bizarre karakter van de serie was weggelaten om de film voor een breder publiek toegankelijk te maken. In de film is er maar één stad, Bregna, en die oogde volgens hem veel te vriendelijk. Ondanks de onderdrukking lijkt het plek waar men goed kan leven. Ook het eigengereide van de hoofdpersonen is weggelaten. Æon Flux is in de film verworden tot iemand die bevelen aanneemt terwijl ze in de tekenfilms vooral haar eigen gang gaat. Ook Trevor Goodchild is niet de alleenheerser uit de serie maar iemand die zich voor een commissie moet verantwoorden.